# 硬脂酸镁
硬脂酸镁，分子式(C17H35COO)2Mg。

## 性质
白色无臭无味细软光亮粉末。微溶于水，溶于热的乙醇溶液。与强酸反应生成硬脂酸和相应的镁盐。工业品含少量油酸和7％的氧化镁。低毒。

## 制备
由硬脂酸与氢氧化钠反应生成钠皂与硫酸镁溶液反应，经分离、在90°C干燥而得。
{\displaystyle \ C_{17}H_{35}COOH+NaOH\rightarrow C_{17}H_{35}COONa+H_{2}O}
{\displaystyle \ 2C_{17}H_{35}COONa+MgSO_{4}\rightarrow (C_{17}H_{35}COO)_{2}Mg+Na_{2}SO_{4}}

## 用途
用作药片脱模剂、化妆品配料，也用于配合钙皂和锌皂，而作为聚氯乙烯的稳定剂。